# Regulus (gênero)
Regulus é um gênero de aves da ordem Passeriformes. Ele contém a maioria das espécies de Regulus além do Corthylio calendula, que foi anteriormente classificado em Regulus, mas agora é conhecido por pertencer ao seu próprio gênero.

## Espécies
- Regulus goodfellowi Ogilvie-Grant, 1906
- Regulus ignicapillus (Temminck, 1820) - Estrelinha-de-cabeça-listada
- Regulus madeirensis Harcourt, 1851 - Bis-bis
- Regulus regulus (Linnaeus, 1758)
- Regulus satrapa Lichtenstein, 1823